# Sniper Americano
American Sniper (bra/prt: Sniper Americano) é um filme estadunidense de 2014, do gênero drama bélico-biográfico, dirigido por Clint Eastwood, com roteiro de Jason Hall baseado na autobiografia de Chris Kyle American Sniper: The Autobiography of the Most Lethal Sniper in U.S. Military History, escrita com Scott McEwen e Jim DeFelice.
O filme é estrelado por Bradley Cooper como Kyle e Sienna Miller como sua esposa Taya, com Luke Grimes, Kyle Gallner, Sam Jaeger, Jake McDorman e Cory Hardrict em papéis coadjuvantes.

## Prêmios e indicações
| Prêmio     | Categoria               | Recipiente                                                                | Resultado |
| ---------- | ----------------------- | ------------------------------------------------------------------------- | --------- |
| Oscar 2015 | Melhor filme            | Clint Eastwood, Robert Lorenz, Andrew Lazar, Bradley Cooper, Peter Morgan | Indicado  |
| Oscar 2015 | Melhor ator             | Bradley Cooper                                                            | Indicado  |
| Oscar 2015 | Melhor edição de som    | Alan Robert Murray, Bub Asman                                             | Venceu    |
| Oscar 2015 | Melhor som              | John Reitz, Gregg Rudloff, Walt Martin                                    | Indicado  |
| Oscar 2015 | Melhor roteiro adaptado | Jason Hall                                                                | Indicado  |
| Oscar 2015 | Melhor edição           | Joel Cox, Gary D. Roach                                                   | Indicado  |
| BAFTA 2015 | Melhor roteiro adaptado | Jason Hall                                                                | Indicado  |
| BAFTA 2015 | Melhor som              | Walt Martin, John Reitz, Gregg Rudloff, Alan Robert Murray, Bub Asman     | Indicado  |

## Elenco
- Bradley Cooper como Chris Kyle[9]
- Sienna Miller como Taya Renae Kyle[10]
- Max Charles como Colton Kyle[11]
- Luke Grimes como Marc Lee[12]
- Kyle Gallner como Goat-Winston[13]
- Sam Jaeger como Capitão Martens
- Jake McDorman como Biggles
- Cory Hardrict como 'D' / Dandridge
- Navid Negahban como Xeique Al-Obodi
- Eric Close como Agente Snead da DIA
- Eric Ladin como Squirrel
- Joel Lambert como Atirador Delta
- Rey Gallegos como Tony
- Kevin Lacz como Dauber
- Brian Hallisay como Capitão Gillespie
- Jonathan Groff como Vet jovem
- Ben Reed como Wayne Kyle
- Billy Miller como o recrutador da Marinha
- Elise Robertson como Debby Kyle
- Keir O'Donnell como Jeff Kyle
- Marnette Patterson como Sarah
- Jason Hall como Cowboy
- Leonard Roberts como instrutor
- Sammy Sheik como Mustafa (atirador inimigo)

## Produção
Em 24 de maio de 2012, foi anunciado que a Warner Bros. tinha adquirido os direitos do livro de Chris Kyle com Bradley Cooper para produzir e estrelar a adaptação cinematográfica. Cooper tinha pensado em Chris Pratt para atuar como o protagonista mas a Warner Bros. concordou em contratá-lo somente se Cooper fosse o ator principal. Em setembro de 2012, David O. Russell afirmou que estava interessado em dirigir o filme.
Em 2 de maio de 2013, foi anunciado que Steven Spielberg seria seu diretor. Spielberg tinha lido o livro de Kyle, entretanto desejava ter um conflito psicológico mais presente no roteiro assim como um personagem "franco-atirador inimigo" que pudesse servir como o atirador insurgente tentando rastrear e matar o protagonista. As ideias do diretor contribuíram para o desenvolvimento de um roteiro longo com aproximadamente 160 páginas. Devido as restrições orçamentárias da Warner Bros., Spielberg acreditou que não poderia trazer sua visão da história para a tela, e anunciou sua saída do projeto em 5 de agosto de 2013 Duas semanas depois, em 21 de agosto, foi noticiado que Clint Eastwood assumiria o projeto. As filmagens transcorreram entre março e junho de 2014 na Califórnia e o Marrocos.

## Recepção
Sniper Americano foi sucesso de bilheteria, com o maior faturamento de 2014 nos Estados Unidos, e se tornando o filme de guerra de maior arrecadação da história, com US$ 547,3 milhões mundialmente.
A crítica também o elogiou, principalmente a direção de Clint Eastwood e a atuação de Bradley Cooper. O filme tem uma estimativa de 72% de resenhas positivas nos sites Rotten Tomatoes e Metacritic. Porém houve ressalvas a respeito da retratação de Chris Kyle e da guerra no Iraque, questionando a veracidade dos fatos e se o filme apoiava as atrocidades da guerra. O crítico Roberto Sadovski defendeu as licenças históricas, dizendo que o filme pretendia apenas ser "a dramatização de uma narrativa, inclusive com a inclusão de personagens e fatos que também não estão no livro, não um documentário", e considerou que as intenções de Eastwood de criar um filme anti-guerra se tornaram passíveis de interpretações pelo outro lado por passar mais tempo no campo de batalha que na vida privada de Kyle, e não dar muita caracterização aos iraquianos.
Para o crítico brasileiro Pablo Villaça, "Sniper Americano indubitavelmente trata seu protagonista como um herói, jamais colocando a moralidade de suas ações em dúvida e, com isso, contribui para transformar em ícone alguém que não merecia nem sequer ser tratado como anti-herói."
Já para João Marcos Flores, do Cineviews, "O personagem principal de seu novo filme, porém, é um lobo em pele de cordeiro, que sentiu o gosto do sangue por uma questão de sobrevivência e depois disso nunca mais conseguiu comer ração."
O crítico Márcio Sallem qualificou o protagonista Chris Kyle como "Um rapaz de inteligência limitada e ignorante às nuances da guerra, porém disposto a abandonar a família e sacrificar a própria vida pelo sonho utópico (e ufanista) que lhe é vendido como real".